# Руденко, Антон
Антон Руденко (24 декабря 1973) — киргизский футболист, защитник. Выступал за сборную Кыргызстана.

## Биография
Во взрослом футболе дебютировал в 1992 году в первом сезоне независимого чемпионата Кыргызстана в составе бишкекского «Инструментальщика». В 1993 году перешёл в «Алгу-РИИФ», в её составе стал чемпионом и обладателем Кубка Кыргызстана 1993 года. Принимал участие в двух розыгрышах Кубка Содружества (1993, 1994), сыграл на турнире 6 матчей.
О выступлениях в 1994—1997 годах сведения отсутствуют[уточнить]. В 1998—2000 годах играл за бишкекский «СК Свердловского РОВД» (позднее — «Полёт»), в его составе дважды, в 1999 и 2000 годах, становился бронзовым призёром национального чемпионата. Всего в высшей лиге Кыргызстана сыграл 117 матчей, забил 3 гола.
В 1992 году сыграл 4 матча за национальную сборную Кыргызстана. Дебютный матч провёл 23 августа 1992 года в рамках Кубка Центральной Азии против Узбекистана, заменив на 81-й минуте Игоря Сергеева.
Дальнейшая судьба неизвестна.